# NGC 4001
NGC 4001 is een elliptisch sterrenstelsel in het sterrenbeeld Grote Beer. Het hemelobject werd op 13 april 1852 ontdekt door de Ierse astronoom William Parsons.

## Synoniemen
- MCG 8-22-47
- ZWG 243.33
- NPM1G +47.0214
- PGC 37656